# Třída République
Třída République byla třída predreadnoughtů francouzského námořnictva. Celkem byly postaveny dvě jednotky této třídy. Ve službě byly v letech 1906–1928. Účastnily se první světové války.

## Stavba
Dvě jednotky této třídy postavily v letech 1901–1906 francouzské loděnice Arsenal de Brest v Brestu a Société Nouvelle des Forges et Chantiers de la Méditerranée v La Seyne.
Jednotky třídy République:
| Jméno      | Loděnice                     | Založení kýlu | Spuštěna          | Vstup do služby | Poznámka                                |
| ---------- | ---------------------------- | ------------- | ----------------- | --------------- | --------------------------------------- |
| République | Arsenal de Brest             | prosinec 1901 | 4. září 1902      | prosinec 1906   | Vyřazena 1921.                          |
| Patrie     | Chantiers de la Méditerranée | 1. dubna 1902 | 17. prosince 1903 | prosinec 1906   | Od roku 1921 cvičná loď. Vyřazena 1928. |

## Konstrukce

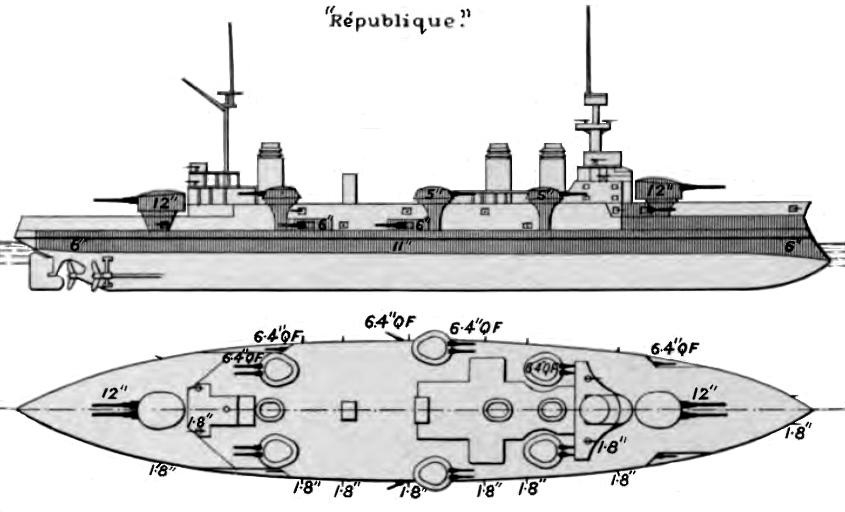
Základní uspořádání třídy

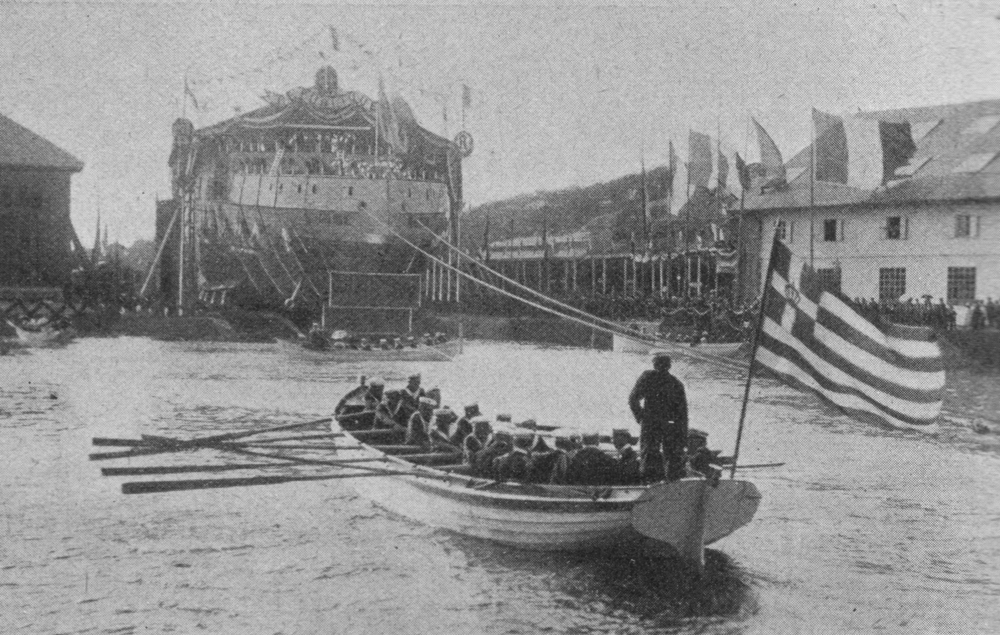
République během spuštění na vodu

Hlavní výzbroj tvořily čtyři 305mm kanóny umístěné ve dvoudělových věžích na přídi a na zádi. Sekundární výzbroj představovalo osmnáct 165mm kanónů, které byly umístěny v šesti dvoudělových věžích a v kasematách. Lehkou výzbroj představovalo dvacet pět 47mm (3liberních) kanónů. Výzbroj doplňovaly dva 457mm torpédomety. Pohonný systém tvořilo 24 kotlů Niclausse a tři parní stroje o výkonu 18 000 hp, které poháněly tři lodní šrouby. Nejvyšší rychlost dosahovala 19 uzlů. Dosah byl 8100 námořních mil při 10 uzlech.